# جایر دا کوستا
جایر دا کوستا (به پرتغالی: Jair da Costa) هافبک اهل برزیل بود که در شهر Santo André و در تاریخ ۹ ژوئیهٔ ۱۹۴۰ به دنیا آمد. و در ۲۶ آوریل ۲۰۲۵ در اوساکا درگذشت.
جایر دا کوستا در تیم‌های فوتبال انجمن ورزشی پرتغال سابقهٔ حضور داشت.

## پیوند به بیرون

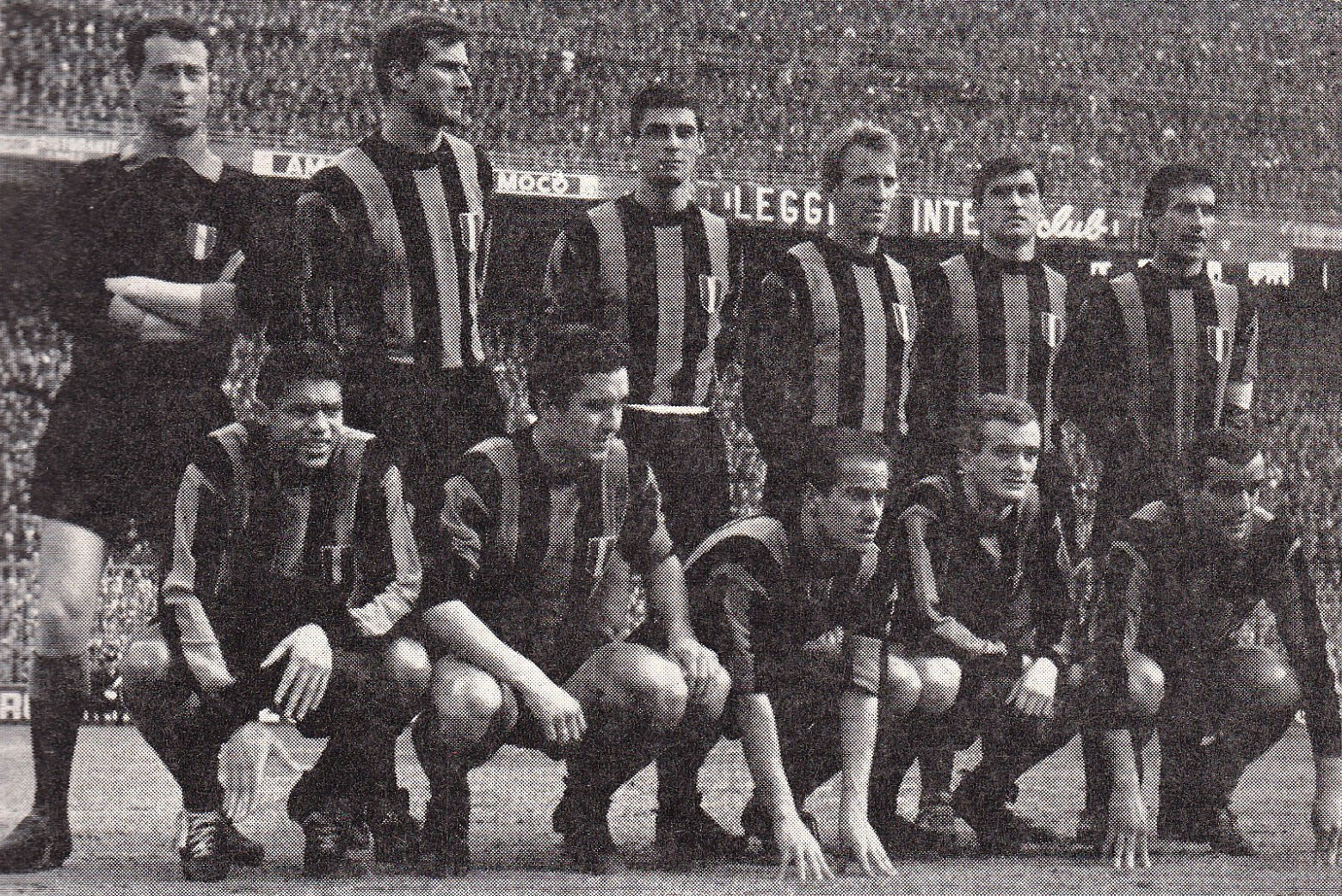
جایر (ردیف پایین، نفر اول از چپ) با اینتر میلان در فصل ۱۹۶۳-۱۹۶۴